# ستيف فليش
ستيف فليش (بالإنجليزية: Steve Flesch)‏ هو لاعب غولف أمريكي، ولد في 23 مايو 1967 في سينسيناتي في الولايات المتحدة.

## وصلات خارجية
- ستيف فليش على موقع رابطة لاعبي الغولف المحترفين (الإنجليزية)
- ستيف فليش على موقع رابطة اليابان للاعبي الغولف المحترفين (الإنجليزية)
- ستيف فليش على موقع التصنيف العالمي الرسمي للغولف (الإنجليزية)